# 帕尔肯特葡萄

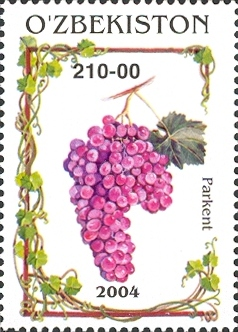
乌兹别克斯坦邮票上的帕尔肯特葡萄

帕尔肯特葡萄，又译巴尔肯特等，是乌兹别克斯坦的一种红果葡萄品种。最早产自该国塔什干地区的帕尔肯特。由当地民众长时间选育而来。此类葡萄果实头部较大，密度中等。缺点是不耐寒，且易感葡萄白粉病。广泛种植于塔什干一带。
一般作为水果葡萄食用或晒成葡萄干食用，也可用于酿制葡萄酒。
与另外一种变种葡萄品种索亚基的关系不甚明确。苏联时期，由育种专家将帕尔肯特葡萄与可口甘等品种杂交，育成了里扎马特葡萄（里查马特），1961年引入中国栽培。